# Halcurias sudanensis
Halcurias sudanensis is een zeeanemonensoort uit de familie Halcuriidae.
Halcurias sudanensis is voor het eerst wetenschappelijk beschreven door Riemann-Zurneck in 1983.